# Acrocercops crotalistis
Acrocercops crotalistis är en fjärilsart som beskrevs av Edward Meyrick 1915. Acrocercops crotalistis ingår i släktet Acrocercops och familjen styltmalar.
Artens utbredningsområde är Peru. Inga underarter finns listade i Catalogue of Life.